# جوليان ستون
جوليان ستون (بالإنجليزية: Julyan Stone)‏ مواليد 7 ديسمبر 1988 في الإسكندرية، هو لاعب كرة سلة محترف أمريكي بدأ مسيرته الاحترافية في سنة 2011 يلعب مع فريق عنتاب لكرة السلة ويحمل الرقم 21. يبلغ طوله 6 قدم 6 بوصة (2.0 م).

## فرق لعب لها
- دنفر ناغتس
- تورونتو رابتورز
- عنتاب لكرة السلة

## إحصائيات المسيرة

### الموسم الاعتيادي
| السنة   | الفريق          | لعب | بدأ | دقيقة | ميداني% | ثلاثية | حرة  | ارتداد | صنع | استلاب | تصدي | نقطة |
| ------- | --------------- | --- | --- | ----- | ------- | ------ | ---- | ------ | --- | ------ | ---- | ---- |
| 2011–12 | دنفر ناغتس      | 22  | 2   | 8.1   | .419    | .182   | .727 | 1.1    | 1.7 | .4     | .3   | 1.6  |
| 2012–13 | دنفر ناغتس      | 4   | 0   | 7.0   | 1.000   | .000   | .750 | .8     | .5  | .3     | .0   | 1.8  |
| 2013–14 | تورونتو رابتورز | 21  | 0   | 5.7   | .412    | .250   | .667 | 1.0    | .6  | .1     | .0   | .9   |
| المسيرة | المسيرة         | 47  | 2   | 7.0   | .440    | .211   | .722 | 1.0    | 1.1 | .3     | .1   | 1.3  |

### التصفيات
| السنة   | الفريق     | لعب | بدأ | دقيقة | ميداني% | ثلاثية | حرة   | ارتداد | صنع | استلاب | تصدي | نقطة |
| ------- | ---------- | --- | --- | ----- | ------- | ------ | ----- | ------ | --- | ------ | ---- | ---- |
| 2012    | دنفر ناغتس | 2   | 0   | 2.5   | .500    | .000   | .000  | .5     | 1.0 | .0     | .0   | 1.0  |
| 2013    | دنفر ناغتس | 2   | 0   | 6.5   | .000    | .000   | 1.000 | .0     | .5  | .0     | .0   | 1.0  |
| المسيرة | المسيرة    | 4   | 0   | 4.5   | .500    | .000   | 1.000 | .3     | .8  | .0     | .0   | 1.0  |

## روابط خارجية
- جوليان ستون على موقع الدوري الأوروبي لكرة السلة (الإنجليزية)
- جوليان ستون على موقع إن بي أي (الإنجليزية)
- جوليان ستون على موقع سبورتس رفرنس (الإنجليزية)
- جوليان ستون على موقع كرة السلة الأوروبية.كوم (الإنجليزية)
- جوليان ستون على موقع كلية كرة السلة في سبورتس رفرنس.كوم (الإنجليزية)
- جوليان ستون على موقع ريلجم (الإنجليزية)
- جوليان ستون على موقع بروبوليرز (الإنجليزية)
- جوليان ستون على موقع سبورتس رفرنس (الإنجليزية)
- جوليان ستون على موقع سبورتس رفرنس (الإنجليزية)